# Prospero Colonna di Sciarra
Prospero Colonna di Sciarra (17. ledna 1707 Řím – 20. dubna 1765 Řím) byl italský kardinál. Pocházel z rodu vévodů z Carbognano. Kardinálem se stal i jeho bratr Girolamo.

## Životopis
Byl jmenován kardinálem-jáhnem na konzistoři 9. září 1743 papežem Benediktem XIV., který udělil mu dispens za to, že v kolegiu kardinálů je již jeho bratr, a že nepřijal nižší svěcení. To všechno mu však nebránilo v tom, aby dosáhl vysoké církevní kariéry. Na jáhna byl vysvěcen až v roce 1745. Působil jako prefekt Apoštolské Signatury. Účastnil se papežského konkláve v roce 1758. Během své slavnosti obdržel nominaci na post protektora francouzského království (9. června 1758). Zemřel v Římě ve věku 58 let.